# Donkey Kong 64
Donkey Kong 64 ist ein Jump-’n’-Run-Videospiel des britischen Entwicklers Rare, das Ende 1999 exklusiv für das Nintendo 64 erschien. Es kann als Nachfolger der Donkey-Kong-Country-Reihe für das Super Nintendo gesehen werden. Donkey Kong 64 war nach Diddy Kong Racing das zweite Spiel der Donkey-Kong-Reihe, das vollständig in 3D-Grafik gehalten war. In diesem Teil der Serie wurde auch eine Vielzahl neuer Figuren der Kong-Familie erstmals eingeführt, insgesamt gibt es fünf verschiedene spielbare Charaktere. Donkey Kong 64 war außerdem eines von drei Nintendo-64-Spielen, das das Expansion Pak, eine RAM-Erweiterung für das N64, zwingend voraussetzte (neben The Legend of Zelda: Majora’s Mask). Des Weiteren unterstützt Donkey Kong 64 das Nintendo-64-Rumble-Pak.

## Handlung
King K. Rool, der ewige Gegenspieler der Kong-Familie, versucht die DK-Insel mit einem gigantischen Laser, dem „Kaputt-O-Matik“, zu zerstören. Dieser Versuch schlägt jedoch fehl und seine eigene mechanische Insel wird beschädigt. Diese landet direkt neben der Insel von Donkey Kong und seinen Freunden. King K. Rool nutzt diese Situation aber für sich, nimmt Donkey Kongs Freunde gefangen und stiehlt den Bananenvorrat der Kongs. Donkey Kong muss nun seine Crew befreien, die Bananen zurückholen und King K. Rool und seine Armee von Kremlingen besiegen. Außerdem ist es Aufgabe der Kongs, den eingesperrten Kremling K. Lumsy aus seinem Verlies zu befreien.

## Spielstart
Nach dem Spielstart stehen dem Spieler mehrere Auswahlmöglichkeiten zur Verfügung. Unter Abenteuer kann er das eigentliche Spiel beginnen. Dem Spieler stehen drei Spielstände zur Verfügung, die beliebig oft wieder gelöscht werden können. Unter Multi Kong ist der Mehrspielermodus des Spiels vorhanden. Dort kann man zwischen „Kongfrontation“ und „Kong Kampf“ wählen; in beiden Modi gibt es verschiedene Minispiele mit verschiedenen Zielanforderungen, beispielsweise wer am längsten überleben kann oder wer in einer bestimmten Zeit im Besitz der meisten DK-Münzen ist. Unter dem Menüpunkt Mysterien werden für eine bestimmte Anzahl gefundener Bananenfeen Bonusinhalte freigeschaltet. Für zwei Bananenfeen kann man sich dort im Spielverlauf bereits gesehene Zwischensequenzen und somit freigeschaltete Videos (zu Beginn des Spieles zusätzlich bzw. lediglich die vor dem Startbildschirm erscheinende Eröffnungsszenerie des "DK Raps") nochmals anschauen und für sechs Bananenfeen zwei Minispiele mit Rambi und Enguarde absolvieren. Bei zehn gefundenen Bananenfeen ist es möglich, die Bosskämpfe des Spiels erneut zu absolvieren. Bei 15 Bananenfeen wird Krusha im Multiplayermodus des Spiels als spielbarer Charakter freigeschaltet und wenn man alle 20 Bananenfeen finden kann, kann man im Spiel Cheats einsetzen. Unter Sound und Optionen sind Musik- und allgemeine Einstellungen möglich.

## Spielmechanik
Bei Donkey Kong 64 handelt es sich um ein 3D-Jump-’n’-Run-Spiel, das von der Spielmechanik her an Super Mario 64 und Banjo-Kazooie erinnert. Es gibt fünf spielbare Charaktere. Der Spieler startet zunächst mit Donkey Kong und muss später Diddy Kong, Lanky Kong, Tiny Kong und Chunky Kong befreien. Jeder dieser Kongs hat spezielle Fähigkeiten, die oft eingesetzt werden müssen, um im Spielverlauf Fortschritte zu erreichen oder bestimmte Endgegner zu besiegen. Insgesamt gibt es acht verschiedene Boss-Gegner. Im Spiel sind regelmäßige Besuche bei Cranky, Candy und Funky Kong unerlässlich, um immer mit den neusten Fähigkeiten, Instrumenten und Waffen ausgestattet zu sein.
In allen Leveln gibt es für jeden der spielbaren Kongs fünf goldene Bananen, die benötigt werden, um den Zutritt zu neuen Leveln freizuschalten. Insgesamt sind 201 goldene Bananen zu finden. Neben den goldenen Bananen, müssen vom Spieler massig andere Items gefunden werden. So sind für jeden Kong jeweils 100 bunte Bananen zu finden. Donkey muss die gelben Bananen sammeln, Diddy die roten, Tiny die lilafarbenen, Lanky die blauen und Chunky die grünen. Die bunten Bananen werden benötigt, damit die Tür zum Endgegner des Levels geöffnet werden kann. Kann man mit einem Kong mindestens 75 bunte Bananen in einem Level sammeln, erhält er eine Bananenmedaille. Außerdem müssen pro Level zwei Bananenfeen fotografiert werden, auf der Kong-Insel sind vier Bananenfeen zu finden. Zudem ist in jeder Spielwelt eine Krone zu finden, die man erhält, wenn man eine bestimmte Zeitspanne lang einen Kampf in einer Kampf-Arena mit den Kremlings übersteht. Auch ist in jedem Level je eine Blaupause pro Kong sammelbar, die zu Snide gebracht werden muss. Dafür erhält man wiederum eine goldene Banane und mehr Zeit im Finallevel.
Neben diesen Gegenständen sind auch andere Items zu finden. So können Bananenmünzen eingesammelt werden, die benötigt werden, um bei Cranky, Funky und Candy zu bezahlen. Außerdem sind in jeden Level Kristallkokosnüsse, Munitionsboxen und Orangen verteilt, welche gebraucht werden, um Fähigkeiten und Waffen zu verwenden oder Gegner zu besiegen. In jedem Level ist ein Bosskampf zu bestreiten, für dessen Gewinn man einen Bossschlüssel erhält. Dieser schließt ein Schloss zu K. Lumsys Gefängnis auf. Die 8 Level von DK64 verteilen sich sowohl auf der DK-Insel als auch auf der recht düster wirkenden mechanischen Insel von King K. Rool.
Donkey Kong 64 enthält auch einen Mehrspieler-Modus für bis zu vier Spieler an einer Konsole. Es gibt drei verschiedene Arenen, eine spezielle Arena und insgesamt sechs verschiedene Modi. Die Spieler bekämpfen sich dabei im Standard-Modus auf den verschiedenen Schauplätzen mit Waffen, Bomben und Spezialattacken. Die fünf Kongs aus dem Hauptspiel und ein geheimer Charakter stehen dabei als spielbare Charaktere zur Verfügung.

## Spielwelten
Insgesamt sind acht Spielwelten betretbar, diese erstrecken sich über die Kong-Insel und King K. Rools Insel. Um den Bosskampf absolvieren zu können, ist eine bestimmte Anzahl an bunten Bananen nötig, um ein Level überhaupt betreten zu dürfen, muss eine bestimmte Anzahl an goldenen Bananen vom Spieler eingesammelt worden sein.

### Tropen Trubel
(Benötigte Anzahl an goldenen Bananen: 1; Benötigte Anzahl an bunten Bananen für den Bosskampf: 60)
Die Spielwelt Tropen Trubel stellt eine größere Dschungelgegend dar. In diesem Level ist Diddy Kong zu befreien, indem Donkey Kong drei Schalter betätigt. In Tropen Trubel sind auch Snide, Funky und Cranky Kong auffindbar, Candy Kong ist erst im zweiten Level vertreten. In dieser Spielwelt müssen von den Kongs einige Tunnel und Gänge erkundet werden und unter anderem ein Lorenbonusspiel und das Bonusspiel „Schicht im Schacht“ abgeschlossen werden. Endgegner dieser Spielwelt ist Army Dillo, ein riesiges Gürteltier. Gegen dieses tritt man mit Donkey Kong an. Army Dillo muss mit TNT-Fässern getroffen werden, er selbst greift mit Feuerbällen an.

### Azteken Arena
(Benötigte Anzahl an goldenen Bananen: 5; benötigte Anzahl an bunten Bananen für den Bosskampf: 120)
Die Azteken Arena ist eine Spielwelt, in der von den Kongs Tempel und andere antike Bauten untersucht werden müssen. Die Tempel wurden von einer mittlerweile ausgestorbenen Zivilisation errichtet. In diesem Level können sowohl Tiny, als auch Lanky Kong befreit werden. Tiny gelangt mit Hilfe von Diddy Kong in die Freiheit, um Lankys Gefängnis zu öffnen, muss mit Donkey Kong im Lama-Tempel ein Schalter aktiviert werden. Auch in diesem Level sind Snide, Cranky, Funky und zum ersten Mal Candy Kong vertreten. Endgegner ist Dadagon, ein riesiges, drachen- oder libellenähnliches Wesen, das als Haustier von King K. Rool gilt. Gegen diesen tritt man mit Diddy Kong an und muss diesen ebenfalls mit TNT-Fässern treffen.

### Fabrik Fatal
(Benötigte Anzahl an goldenen Bananen: 15; benötigte Anzahl an bunten Bananen für den Bosskampf: 200)
Die Fabrik Fatal stellt eine Spielzeugfabrik dar. Die dort hergestellten Spielwaren dienen aber nicht der Unterhaltung, sondern wurden entwickelt, um Gegner anzugreifen. Die Fabrik erstreckt sich über mehrere Ebenen. Unter anderem gilt es eine riesige, turmartige Maschine zu erforschen und diverse Gänge und Kammern zu erkunden. In der Fabrik Fatal ist der originale Arcade-Automat Donkey Kong zu finden. Diesen kann man mit Donkey Kong durch den „Gorillagriff“ aktivieren. Er muss zwei Mal absolviert werden, beim ersten Durchgang erhält man eine goldene Banane, beim zweiten Durchgang die Nintendo-Münze. Endgegner der Fabrik Fatal ist Mad Jack, ein unheimlicher Springwürfel. Der Kampf findet dabei auf riesigen blauen und weißen Säulen statt. In bestimmten Abständen müssen von Tiny Schalter auf diesen Säulen aktiviert werden, wodurch Mad Jack verletzt wird. Ein Teil der Fabrik Fatal ist auch im Level Kamikaze Kastell betretbar. In diesem Level muss man mit Tiny Kong ein Bonusspiel absolvieren, das in der Fabrik Fatal stattfindet.

### Aqua Alptraum
(Benötigte Anzahl an goldenen Bananen: 30; benötigte Anzahl an bunten Bananen für den Bosskampf: 250)
Diesel Level erstreckt sich grob eingeteilt über drei Bereiche. Zentrales Bauwerk des ersten Bereichs ist ein Leuchtturm, der sich inmitten einer großen Wasserfläche befindet. Dieser kann mit Donkey Kong angeschaltet werden, worauf ein Schiff in den Bereich einfährt und den Leuchtturm fortan umkreist. Unten am Leuchtturm sind Schalter angebracht, mit denen der Spieler die Wasserhöhe beeinflussen kann. Für bestimmte Bananen ist entweder ein hoher oder ein niedriger Wasserstand vonnöten. Im zweiten Bereich befindet sich Crankys Labor und ein Schiffswrack, in dem unter anderem eine Bananenfee gefunden werden kann. Der letzte Bereich ist eine große Wasserfläche in der diverse Schiffswracks zu untersuchen sind oder ein großer mechanischer Fisch besiegt werden muss. Bossgegner von Aqua Alptraum ist der Kugelfisch Puftoss. Im Kampf gegen Puftoss, den man mit Lanky bestreitet, muss dieser in einem Motorboot durch DK-Symbole gesteuert werden, welche große Säulen aus dem Wasser fahren lassen. Sind je fünf Symbole durchfahren, wird Puftoss mit Laserstrahlen angegriffen. Dieser Vorgang muss fünfmal wiederholt werden.

### Wunder Wald
(Benötigte Anzahl an goldenen Bananen: 50; benötigte Anzahl an bunten Bananen für den Bosskampf: 300)
Zentraler Gegenstand des Wunder Waldes ist eine gigantische Kuckucksuhr. Mit dieser kann der Spieler die Tageszeit verändern, sprich zwischen Tag und Nacht wechseln. Dies ist für manche Bananen entscheidend, da diese entweder nur bei Tag oder Nacht erreichbar sind. Des Weiteren ist im Wunder Wald ein haushoher Pilz betretbar, in dem diverse goldene Bananen erspielbar sind. Zudem sind mehrere Gemäuer zu erforschen oder ein Rennen gegen einen Hasen zu absolvieren. Die Bonusspiele in diesem Level haben bereits einen erhöhten Schwierigkeitsgrad. Den Bosskampf absolviert man mit Chunky Kong, der Endgegner ist derselbe wie aus dem Level Azteken Arena, Dadagon. Dieser muss wieder mit TNT-Fässern beworfen und auf andere Arten geschlagen werden, um besiegt zu werden.

### Kristall Kaverne
(Benötigte Anzahl an goldenen Bananen: 65; Benötigte Anzahl an bunten Bananen für den Bosskampf: 350)
Die Kristall Kaverne ist eine riesige Eishöhle, die von einem Gewässer durchzogen wird. In dieser Höhle sind von den Kongs verschiedene Iglus und Hütten zu erkunden. Auch eine Eisburg ist mit Lanky Kong betretbar, in der dieser zum einen zu einem Geschicklichkeitsspiel, zum anderen zu einem Rennen gegen ein Insekt antreten kann. Der Schwierigkeitsgrad mancher Bonusspiele ist bereits als recht hoch anzusehen. In diesem Level gibt es ein Wiedersehen mit Army Dillo, dem Endgegner aus dem Level Tropen Trubel. Dieser ist mit einer weiteren Waffen ausgestattet und beherrscht neue Attacken. Man tritt gegen diesen mit Donkey Kong an.

### Kamikaze Kastell
(Benötigte Anzahl an goldenen Bananen: 80; Benötigte Anzahl an bunten Bananen für den Bosskampf: 400)
Das Kamikaze Kastell ist ein schauriges Schloss, in dem es spukt und das sogar von den mutigsten Abenteurern gemieden wird. Dieses Schloss ist turmartig aufgebaut und muss nach und nach erklommen werden. Dabei müssen diverse Gänge und Räume des Schlosses von den Kongs untersucht werden. Der Schwierigkeitsgrad der Bonusspiele ist zum Teil als sehr hoch anzusehen, was dazu führt, dass diese auf die ersten Versuche kaum absolviert werden können. Gegen den Endgegner des Kamikaze Kastells tritt man mit allen fünf Kongs an. Dieser trägt den Namen Papp-A-Trapp und stellt einen Pappaufsteller dar, der das Aussehen von King K. Rool hat. Er muss von den Kongs auseinandergenommen werden.

### K. Rools Kommandantur
(Benötigte Anzahl an goldenen Bananen: 100; Benötigte Anzahl an bunten Bananen für den Bosskampf: -)
In K. Rools Kommandantur können die Kongs den Raum der Kaputt-O-Matik und King K. Rools Kommandozentrale betreten. In diesem Level muss die Kaputt-O-Matik deaktiviert werden, was nur gelingt, wenn jeder Kong jeweils zwei Bonusspiele absolviert. Das Level ist dabei zeitlich beschränkt, die Zeitspanne hängt dabei von der Anzahl an gesammelten Blaupausen ab. Sammelt man alle 40 Blaupausen, hat man eine Gesamtzeit von 50 Minuten, um das Level abzuschließen. Hat man die Kaputt-O-Matik heruntergefahren, kann man den Steuerraum der K.-Rool-Insel betreten. Um in K. Rools Kommandozentrale eintreten zu können, mussten mindestens vier Kampfkronen gesammelt werden. Um den letzten Bossschlüssel einzusammel zu können, müssen die Nintendo- und Raremünze freigespielt worden sein. Dieses Level hat keinen Endgegner, da King K. Rool mit seinem Luftschiff bei Ankunft der Kongs von seiner Insel flüchtet. Der Endkampf mit ihm ist erst spielbar, wenn man alle Bossschlüssel bei K. Lumsy abliefert und diesen so befreit hat. Im letzten Level sind keine goldenen Bananen und bunte Bananen zu sammeln. Nur die Kampfkrone, der Bossschlüssel, zwei Bananenfeen und die fünf Bananenmedaillen sind einsammelbar. Letztgenannte erhält man hier nicht nach dem Sammeln von 75 bunten Bananen, sondern sind frei sammelbar, wenn der jeweilige Kong die zwei Bonusspiele absolviert hat.

## Charaktere
- Donkey Kong – Der Namensgeber Donkey Kong, die Hauptfigur, ist ein kräftiger Berggorilla, der eine rote Krawatte mit seinen Initialen trägt. Donkey Kong ist der Anführer der DK-Crew und als einziger Kong von Anfang an spielbar.
- Diddy Kong – Diddy Kong, der zum ersten Mal 1994 in Donkey Kong Country auftrat, ist ein kleiner Affe mit roter Baseball-Cap und T-Shirt und der beste Freund von Donkey Kong. Seine Waffe ist der Erdnusswerfer. Er ist das zweitbekannteste Mitglied der DK-Crew, mit Diddy Kong Racing erschien bereits ein eigenes Spiel, das seinen Namen trug.
- Tiny Kong – Tiny Kong ist eine junge Schimpansin und Dixie Kongs jüngere Schwester. Wie auch ihre Schwester, die in Donkey Kong 64 keinen eigenen Auftritt hat, kann sie ihre blonden Zöpfe wie einen Propeller schwingen und damit kurzzeitig fliegen. Tiny Kong kann auch schrumpfen, um zu sonst unerreichbaren Plätze zu gelangen. Tiny Kong trat erstmals in Donkey Kong 64 auf.
- Lanky Kong – Lanky Kong wurde ebenfalls erst in Donkey Kong 64 eingeführt. Er ist ein Sumatra-Orang-Utan, dessen Markenzeichen seine extrem langen Arme sind. Seine Waffe ist eine Art Blasrohr.
- Chunky Kong ist der ältere Bruder von Kiddy Kong und ein Vetter von Tiny Kong. Er ist ein enorm kräftiger Gorilla. Trotz seiner Körperkraft ist er schüchtern und ängstlich. Wie Tiny und Lanky Kong trat er in Donkey Kong 64 erstmals auf.
- Cranky Kong – Cranky Kong, der vergreiste Vater von Donkey Kong, der regelmäßig bissige Kommentare abgibt, hilft den Kongs, indem er gegen Bezahlung diverse Supertränke zur Verfügung stellt, die zum Bewältigen vielerlei Aufgabe von zwingender Bedeutung sind.
- Funky Kong – Der lässige Funky Kong betreibt in Donkey Kong 64 einen Waffenladen und rüstet die Kongs mit individuellen Waffen aus.
- Candy Kong – Der attraktiven Blondine Candy Kong gehört ein Musikladen. Sie stattet die Kongs mit individuellen Instrumenten aus und stellt ihnen zusätzliche Melonen zur Verfügung.
- King K. Rool – Das fettleibige, bösartige Krokodil King K. Rool ist, wie schon in Donkey Kong Country, der Gegenspieler der Kongs. Unterstützt wird er von Horden von Kremlings, ebenfalls krokodilartigen Wesen, die ihm treu ergeben sind.
- Snide – Das Wiesel Snide ist der ehemalige Cheftechniker von King K. Rool[6], wurde diesem aber abtrünnig. Er wertet für die Kongs Blaupausen von K. Rools Kaputt-O-Matik aus und verschafft diesen so Zeit.
- Scoff & Troff – Das Nilpferd Scoff und das Schwein Troff öffnen in jedem Level, nachdem die Kongs genügend bunte Bananen gesammelt haben, die Tür zum jeweiligen Endgegner.
- K. Lumsy – Der gutmütige Kremling K. Lumsy wird von K. Rool eingesperrt, nachdem er sich weigerte die Kong-Insel zu zerstören. Das Gefängnis wird mit acht Schlössern versehen. Aufgabe der Kongs ist es, diese Schlüssel zu finden und K. Lumsy zu befreien. K. Lumsy steht für das englische Wort clumsy (dt. „ungeschickt“).[7]
- B. Locker – B. Locker versperrt die DK-Portale und gibt sie erst frei, wenn die Kongs genügend goldene Bananen sammeln konnten. Sein Name steht für das englische Wort blocker[8], was frei übersetzt so viel wie „Blockierer“ oder „Versperrer“ bedeutet. Laut Donkey-Kong-64-Spieleberater stellt B. Locker ein Verbotsschild dar.
- Tierhelfer – Papagei Squawks ist in Donkey Kong 64 wieder mit von der Partie und unterstützt die Kongs tatkräftig. Hilfe bekommen die Kongs auch von Rambi, einem Nashorn, und Enguarde, einem Schwertfisch.

## Gegenstände und Sammelbares

### Items
| Item                | Maximale Anzahl | Beschreibung |
| ------------------- | --- | --- |
| Goldene Banane      | 201 | Um diese Bananen dreht sich das gesamte Spielprinzip. Sie werden von K. Rool und seinen Untergebenen gestohlen und müssen zurückgeholt werden. In jedem Level sind 25 goldene Bananen zu finden, je fünf pro Kong. Im Level K. Rools Kommandandtur sind keine goldenen Bananen mehr vorhanden. Auf allen goldenen Bananen ist das Nintendo-64-Logo zu sehen. Die letzte goldenen Banane erhält Tiny Kong von der Bananenfeenkönigin, wenn die Kong alle Bananenfeen fotografieren konnten. Regulär existieren lediglich 200 von ihnen. Die letzte goldene (Bonus-)Banane zeigt das Logo der Entwicklerfirma Rare und erhöht die maximale erreichbare Prozentzahl des Spielstandes auf 101%. |
| Bunte Bananen       | 3500 | In jeden Level sind 500 bunte Bananen zu finden, je 100 pro Kong. Donkey muss die gelben Bananen sammeln, Diddy die roten, Tiny die lilafarbenen, Lanky die blauen und Chunky die grünen. Bei 75 Bananen erhält der jeweilige Kong eine sogenannte Bananenmedaille. Insgesamt sind 3500 bunte Bananen zu finden, da im Level K. Rools Kommandandtur keine bunten Bananen mehr sammelbar sind. Die bunten Bananen werden benötigt, um die Tür zum jeweiligen Endgegner öffnen zu können. |
| Bananen-Münzen      | 974 (977) | Diese Münzen sind in der jeweils entsprechenden Farbe für jeden Kong einzeln zu finden. Sie sind in den Leveln sehr häufig vorhanden und werden als Zahlungsmittel bei Candy, Cranky und Funky Kong benötigt. |
| Lagerkisten         | ? (Die Anzahl aufsammelbarer Munition erhöht sich im Laufe des Spieles von 50 über 100 auf 200.)                                                                         | Sie enthalten die Munition für die Waffen der Kongs. Die braunen Kisten beinhalten normale Munition, in den roten Kisten ist die zielsuchende Munition zu finden. |
| Orangen             | ? (Die Anzahl tragbaren Vorrates erhöht sich im Laufe des Spieles von 20 auf 30 a.)                                                                                      | Sie haben vergleichbare Eigenschaften wie Handgranaten und können zum Angriff eingesetzt werden. Manche Gegner können nur mit den Orangen niedergestreckt werden. |
| Kristall-Kokosnüsse | ? (Die Anzahl vorzuspeichernder Sonderfunktions-Ladung erhöht sich im Laufe des Spieles von 20 schrittweise pro erfolgreich fotografierter Bananenfee um zwei auf 40 a.) | Sie besitzen magische Kräfte und werden gebraucht, um einige Spezialfähigkeiten der Kongs zu aktivieren. Sind keine Kristall-Kokosnüsse mehr vorhanden, können diese Aktionen nicht mehr ausgeführt werden, bis die Kokunüsse wieder aufgefüllt werden. |
| Bananenkamera-Film  | ? (Die Anzahl nutzbarer Schnappschüsse erhöht sich im Laufe des Spieles von 10 auf 30 a.)                                                                                | Diese Filme aus Bananenschalenpapier werden benötigt, um die Banenfeen fotografieren zu können. |
| Melonen             | 3 (Erwerb durch Schenkung oder Kauf) | Diese sind die Lebensanzeigen der Kongs. Jede der drei Melonen besteht aus vier Stücken, diese Stücke befinden sich in Melonenkisten und werden fallengelassen, wenn man einen Gegner besiegt. Anfangs steht nur eine Melone zur Verfügung, die beiden anderen erhält man im Laufe des Spiels von Candy Kong. |
| Melonen-Kisten      | ? (meist pro Level lediglich einfach) | In diesen Kisten befinden sich je vier Viertel-Melonenstücke (Viertelmelonen-Verlust = Mindestschaden sowie meistens lediglich hinzugefügter gegnerischer Attacken- oder Fall-Schaden, ab und an bei gewissen Gegnern auch doppelte Auswirkung = halbe Melone Abzug). |
| Blaupausen          | 40 | In jedem Level ist eine Blaupause für jeden Kong in der entsprechenden Farbe enthalten. Diese werden von den Kremlings Kasplat bewacht. Die Blaupausen müssen zu Snide gebraucht werden und ergeben je eine goldene Banane und zusätzliche Zeit im letzten Level. |
| Bananen-Medaillen   | 40 | Sammelt ein Kong 75 bunte Bananen in einem Level (ausgenommen: Kommandantur; dort als Belohnung für zwei schwerer als üblich absolvierte Minispiele – keinerlei kleine bunte sowie große goldene Bananen in diesem Bereich) erhält er eine Bananen-Medaille. Sammelt man 15 dieser Medaillen, so ist in Crankys Labor das Spiel JetPac spielbar. |
| Kampf-Kronen        | 10 | Diese erhält man, wenn man einen Kampf in der Kampf-Arena des jeweiligen Levels erfolgreich absolviert. Diese Arenen sind über die Kampf-Arena-Platten erreichbar. Vier dieser Kronen werden benötigt, um im Level K. Rools Kommandandtur in K. Rools Kommandozentrale vorstoßen zu können. |
| Bossschlüssel       | 8 | Diese erhält der Spieler nach dem Besiegen eines Endgegners. Die Schlüssel öffnen die Schlösser zu K. Lumsys Käfig. |
| Bananenfeen         | 20 | Die Bananenfeen fliehen aus Furcht vor K. Rool von ihrer Insel und verstecken sich in den Leveln und auf der DK-Insel. Die Kongs müssen sie mit einem speziellen Fotoapparat fotografieren, um sie einzufangen. |
| Nintendo-Münze      | 1 | Seltene Münze, die man erhält, wenn man den Donkey-Kong-Automat in der Fabrik Fatal zwei Mal abschließt. |
| Rareware-Münze      | 1 | Diese übergibt Cranky Kong den Affen, wenn der Spieler beim Spiel JetPac mindestens 5000 Punkte erzielen kann. |
| Regenbogenmünzen    | 17 (sieben Mal auf der Oberwelt – DK-Inseln incl. Training-Areal – sowie zehn in den Leveln eins bis sieben verstreut)                                                   | Diese sind in speziellen DK-Hügeln vergraben und ergeben für jeden Kong fünf normale Bananenmünzen. |

### Portale und Tore
- DK Portale: Durch diese gelangt man in die Level von DK64. Vor dem ersten Betreten werden diese von B. Locker blockiert und nur freigegeben, wenn man eine bestimmte Anzahl an goldenen Bananen finden konnte.
- Wrinkly-Tore: Hinter diesen wartet Wrinkly Kong und gibt bei Bedarf Tipps.
- Troff & Scoff-Portale: Mit diesen kann man die Halle betreten, in der bei Troff & Scoff die bunten Bananen abgeliefert werden können und danach der Endgegnerkampf betreten werden kann.

### Platten
- Kong-Platten: Diese lösen durch Bestätigen des Z-Triggers besondere Fähigkeiten bzw. Aktionen der Kongs aus, vorausgesetzt man hat bereits die nötigen Supertränke bei Cranky Kong erworben. Donkey Kong (DK) wird durch Benutzen seiner Kong-Platte in ein vom Hintergrund her levelspezifisches Bonusspiel über den Wolken katapultiert, in welchem er bei korrektem Anvisieren in Fässern wie eine Art Kanonenkugel hin und her geschossen wird. Diddy kann einen extrem hohen Sprung auf seinem in dem Moment wie eine Feder fungierenden Schwanz ausführen. Tiny kann sich analog der Banana-Ports an einen anderen Ort beamen, mithilfe dessen sie ansonsten unerreichbare Levelteile aufsuchen kann – mit dem Unterschied, dass diese Pads nicht erst zu aktivieren sind. Oftmals können durch dort aufzufindende Banana-Pads anschließend auch andere Kongs diese Areale erkundschaften. Nur durch diese Fähigkeit kann das letzte Level erreicht werden. Lankys Bauch wird mit Luft aufgepumpt und er kann somit über eine begrenzte Zeitspanne durch die Luft zu höheren Plattformen schweben und Chunky Kong wird unsichtbar, wodurch oftmals neue Gegenstände erscheinen. Auch dies ist zum Betreten der Finalwelt unerlässlich.
- Musikplatten: Diese bilden immer ein individuelles Instrument eines Kongs ab. Spielt der jeweilige Kong das Instrument auf der Platte ab werden verschiedene Aktionen ausgelöst.
- Kampf-Arena-Platten: Von diesen gibt es zehn Stück. Betätigt man auf ihr den Z-Trigger, beginnt ein Kampf mit K. Rools Kremlings, den man eine bestimmte Zeit überstehen muss. Tut man dies, erhält man eine Krone.
- Bananaport-Plattformen. Diese gibt es in jedem Level in fünf verschiedene Farben mit den Ziffern 1–5 in je zweifacher Ausführung. Findet und aktiviert man die beiden Identischen per jew. Berühren, kann man sich zwischen diesen pro Welt hin und her teleportieren.

### Waffen
Funky Kong verkauft den Kongs Waffen. Für Donkey Kong hält er die sogenannte „Kokos-Kanone“ bereit, die mit Kokosnüssen schießt. Diddy Kong erhält die „Peanut-Pistolen“, zwei kleinere Pistolen, die mit Erdnüssen (englisch „peanut“) schießen. Diese Pistolen besitzt er auch in Donkey Kong Country Returns und Donkey Kong Country: Tropical Freeze. Auch in Super Smash Bros. Brawl kann die Peanut-Pistolen einsetzen, außerdem gibt es dort eine Trophäe von diesen. An Lanky Kong verkauft Funky die „Trauben-Tröte“. Diese ist eine Art Blasrohr, mit dem Lanky Weintrauben verschießen kann. Tinys Waffe ist die sogenannte „Feder-Flitze“, eine Art Armbrust, welche mit Federn schießen kann und Chunky erhält den „Ananas-Atomisator“, eine Bazooka-ähnliche Waffe, die mit Ananasmunition schießt. Der Ananas-Atomisator stellt auch ein Item in Donkey Kong Jet Race dar.

### Instrumente
Jeder Kong erhält von Candy Kong ein individuelles Instrument. Diese können Aktionen auslösen und Gegner zerstören. Candy verkauft an Donkey Kong Bongos, an Diddy Kong eine E-Gitarre, an Tiny Kong ein Saxophon, an Lanky Kong eine Posaune und an Chunky Kong eine Triangel. Diese Instrumente können in Candys Musikladen oder über ihre in den Leveln verteilten Candy-Kopfhörer wieder aufgeladen werden.
Fässer
Bonus-Fässer: Jeder Kong kann gegen Münzen-Bezahlung durch Cranky seine Sonderfunktion erwerben, welche die gesammelten und zwischengespeicherten Kristallkokosnüsse (bei gewissen Aktionen wie bspw. DKs schneller) verbrauchen. Donkey wird unverwundbar gegenüber Gegnern und kann sogar problemlos über Treibsand (deswegen auch Erwerb im Wüstenlevel Azteken-Arena – Welt 2) und Lava laufen. Auf diesen Böden/Untergründen wird anderenfalls wiederkehrender Melonen-Schaden genommen oder ein direkter Total-Knockout tritt ein – Infolgedessen wird man an den Anfang eines Levels (oder Ladezone bei mehreren vorhandenen Teilabschnitten) zurückgesetzt, behält aber seine gesammelten Gegenstände im Gegensatz zu vielen anderen Spielen bei. Diddy kann sein Jetpac nutzen, um höhergelegene Areale zu erreichen oder größere Schluchten zu überwinden. Währenddessen ist auch automatisch seine Erdnuss-Pistole im Gebrauch. Lanky sprintet im Orang-U-Handstand, was meistens für Rennen auf Zeit oder mit schnelleren Kontrahenten genutzt wird. Tiny reduziert ihre Größe, wodurch sie in Baumstümpfe, Bienennester oder Mülltonnen passt. Chunky erweitert seine Größe, womit er größere (als üblich) Gegenstände heben, tragen und absetzen oder größere Bäume erklimmen oder schwere Plattformen absenken kann.
Minispiel-Fässer: Diese können üblicherweise lediglich von spezifischen Kongs erreicht werden und bilden eine weitere Zwischeninstanz im Spiel. Nach erfolgreichem Abschluss eines jeden, kann der Kong eine für ihn bestimmte goldene Banane einsammeln.

## Bonusspiele
Meistens sind die goldenen Bananen direkt einzusammeln, wenn man sie erreicht oder andere Aktionen ausführt. Oftmals muss aber erst ein Bonusspiel absolviert werden, um die Bananen zu erhalten. Der Schwierigkeitsgrad der Spiele steigt stetig an, in späteren Leveln sind die Bonusspiele kaum auf die ersten Versuche absolvierbar. Bei der Benennung der Bonusspiele verwenden die Entwickler meist das Stilmittel der Alliteration. Alle Bonusspiele sind zeitlich begrenzt. Folgende Bonusspiele sind im Spiel vorhanden:
- Alles oder Nichts: Hier muss der Spieler ein Labyrint durchqueren, darin DK-Münzen einsammeln und das Ziel erreichen.
- Bananen Ballerei: Hier sind auf zwei Ebenen sowohl die fünf Kongs, als auch eine goldene Banane angeordnet. Das Bonusspiel wird immer nur kurzzeitig erhellt, in diesem Moment muss die Banane getroffen werden. Danach wird der Bildschirm wieder abgedunkelt und die Anordnung verändert.
- Bananen Bandit: Dieses Bonusspiel läuft wie der Glücksspielautomat Einarmiger Bandit ab. Es müssen vier Bananen in einer Reihe erhalten werden.
- Biber Butzemann: In diesem Bonusspiel steuert der Spieler den Kremling Klap Trap, der eine bestimmte Anzahl von Bibern in ein Loch scheuchen muss.
- Fliehende Fliegen: Hier muss eine bestimmte Anzahl an Fliegen mit einer Fliegenklatsche getroffen werden.
- Funkelnde Feen: Aufgabe des Spielers ist es, die Kremlings Klaptrap mit Wassermelonen zu betäuben, sodass Bananenfeen ungehindert an diesen vorbei ins Ziel fliegen können.
- Irrer Garten: In diesem Bonusspiel muss man ein Labyrint durchqueren, dabei eine bestimmte Anzahl an Gegnern ausschalten und eine Zielflagge erreichen.
- Kremling Kracher: Der Kong steht in der Mitte des Bonusfasses und wird von verschiedenen Seiten von Kremlings attackiert. Der Spieler muss die Kremlings mit Hilfe der Waffe des Kongs ausschalten, so dass die Kremlings den Kong nicht erreichen können.
- Kremling Krash: Hier sind acht Fässer in einem Kreis angeordnet. Aus diesen Fässern schauen immer wieder für eine kurze Zeit Kremlings heraus. In diesem Moment müssen diese mit einer Melone getroffen werden.
- Kröten Karusell: Hier müssen Schlangen, die Schildkröten in der Luft kreisen lassen, mit Wassermelonen gefüttert werden. Schafft es der Spieler nicht, die Schlange rechtzeitig zu füttern, lässt diese die Schildkröte fallen und das Bonusspiel ist verloren.
- Pool Panik: In diesem Bonusspiel müssen DK-Münzen in einem Fass voll Wasser gesammelt werden.
- Schein und Sein: Hier muss eine bestimmte Anzahl an Klap Traps mit einer Melone getroffen werden. Dabei ist nur ein kleiner Teil des Bildschirms beleuchtet.
- Schicht im Schacht: Der Spieler steuert den Kong in einer Lore auf Schienen und kann dabei verschiedene Abzweigungen nutzen. Ziel ist es, den TNT-Loren, die sich auch auf den Schienen befinden, auszuweichen.
- Schnelle Schwünge: Hier muss sich der Spieler mit Seilen durch das Bonusfass schwingen und dabei DK-Münzen einsammeln.
- Wankende Wachen: Der Kong muss ein dunkles Labyrinth durchqueren und ein Ziel erreichen. Dabei muss er mit Taschenlampen ausgestatteten Wachen ausweichen.

## Musik und Synchronisation
Der Soundtrack von Donkey Kong 64 wurde 1999 unter dem Namen Da Banana Bunch (eigene Schreibweise DA bANANA bUNCH, frei zu übersetzen mit „das Bananen Bündel“ oder „der Bananen Haufen“) veröffentlicht. Der Soundtrack besitzt 12 Original-Tracks aus dem Spiel sowie 3 Remix-Versionen und einen Bildschirmschoner für Windows 95 und Windows 98. Komponiert wurde Da Banana Bunch vom britischen Videospielmusik-Komponisten Grant Kirkhope. Der Soundtrack hat eine Laufzeit von 01:01:52.
Besondere Bekanntheit erlangte die Introsequenz des Spiels, der „DK Rap“ (manchmal auch „Monkey Rap“ oder „Affenrap“, auf der Soundtrack-CD als „Da Banana Bunch“ betitelt), ein rund dreiminütiges Musikvideo im Rap-Stil. Gesungen wurde er von George Andreas und Chris Sutherland. Eine geänderte Fassung des DK Raps, gesungen von James W. Norwood Jr., ist auch in Donkey Konga, Super Smash Bros. Melee und Super Smash Bros. Brawl als Musikstück enthalten.
Von Kirkhope stammt nicht nur der Soundtrack, sondern auch Donkey Kongs tiefe und markante Stimme. Tiny Kong wurde von der britischen Videospielmusik-Komponistin Eveline Fischer synchronisiert, die Stimme von Diddy Kong und King K Rool stammt von Chris Sutherland.

## Technisches

Das Expansion Pak, das zum Spielen von Donkey Kong 64 notwendig ist

Donkey Kong 64 war nach Diddy Kong Racing das zweite Spiel der Donkey-Kong-Reihe, das komplett in 3-D-Grafik erschien. Die SNES-Vorgänger waren sogenannte Side-Scroller. Dies bedeutet, es wurden also immer nur die Teile des Levels angezeigt, in denen sich die Kongs gerade bewegten. Dabei liefen die Bilder horizontal von links nach rechts oder umgekehrt. Der Spieler schaute dabei von der Seite auf das Spielgeschehen und das Bild wurde in einer 2D-Grafik dargestellt. In Donkey-Kong 64 kann sich der Spieler frei in den jeweiligen Spielwelten bewegen. Die danach veröffentlichten Spiele Donkey Kong Country Returns für die Wii sowie Donkey Kong Country: Tropical Freeze für die Wii U orientierten sich wieder eher an den SNES-Vorgängern.
Donkey Kong 64 war neben The Legend of Zelda: Majora’s Mask das einzige N64-Spiel, das das Expansion Pak zwingend benötigte. Dieses war im Umfang des Spiels enthalten. Das Expansion Pak ist eine RAM-Erweiterung für den Nintendo 64, die an der Oberseite der Konsole eingesteckt wird und dadurch den verfügbaren Arbeitsspeicher auf 8 MB verdoppelt. Laut Mark Stevenson, einem der Entwickler von Donkey Kong 64, diente es zur Speicherung des dynamischen Lichts. Die von Chris Marlow aufgestellte Behauptung, dass das Spiel ohne das Expansion Pak abstürzen würde, bezeichnete er als "Mythos". Die Entscheidung, das Expansion Pak zu verwenden, sei schon früh in der Entwicklung getroffen worden, unabhängig von einem Bug. Das Spiel verwendet ein 256-MBit-Modul.
Donkey Kong 64 ist auch mit dem Nintendo-64-Rumble Pak kompatibel. Das Rumble Pak wird in eine dafür vorgesehene Buchse an der Rückseite des N64-Controllers gesteckt und erzeugt so in bestimmten Spielmomenten eine Vibration (Force Feedback).

## Verkaufte Einheiten
Von Donkey Kong 64 wurden weltweit ca. 5,27 Millionen Einheiten abgesetzt. Damit belegt es hinter Super Mario 64, Mario Kart 64, GoldenEye 007, The Legend of Zelda: Ocarina of Time, Pokémon Stadium und Super Smash Bros. Platz 7 der meist verkauften Nintendo-64-Spiele.
Damit ist Donkey Kong 64 erfolgreicher als seine SNES-Vorgänger Donkey Kong Country 2: Diddy’s Kong Quest und Donkey Kong Country 3: Dixie Kong’s Double Trouble!, welche ca. 5,15 Millionen bzw. ca. 3,51 Millionen Mal verkauft wurden. An den Erfolg von Donkey Kong Country konnte DK64 allerdings nicht anschließen, dieses verkaufte sich ca. 9,30 Millionen Mal.

## Rezeption
Donkey Kong 64 wurde von Kritikern und Testern durchgehend positiv bewertet. So vergab etwa die renommierte amerikanische Webseite GameSpot 9,0 von 10,0 Punkten. Das deutsche Magazin M! Games vergab eine Gesamtbewertung von 92 %. Auf GameRankings lag die Durchschnittswertung des Spiels bei 86,73 %. IGN und GameSpot erklärten, Donkey Kong 64 sei zwar noch immer ein exzellentes Spiel, allerdings nicht mehr so revolutionär und wegweisend für zukünftige Spiele des Genres wie Donkey Kong Country seinerzeit.
Kritikpunkte waren außerdem beispielsweise die Kameraführung und die Grafik des Spiels, gelobt wurde unter anderem die Vielfalt der sammelbaren Items. Auch bewerteten die Kritiker die Nähe zum – ebenfalls aus dem Hause Rare stammenden – Nintendo-64-Spiel Banjo-Kazooie positiv.

„[...] Donkey Kong 64 ist auch heute noch ein ausgezeichnetes 3D-Jump’n’Run, das man sich nicht leichtfertig entgehen lassen sollte. Dieses Spiel treibt den Sammelwahn auf die Spitze, allerdings ohne dass die Sammelei diverser Items belanglos oder langweilig wäre. Die Spieler werden permanent motiviert, eine goldene Banane nach der anderen zu finden, dabei die nächsten drei schon im Hinterkopf zu haben und bereits zu planen, mit welchem der fünf Hauptcharaktere dies wohl zu schaffen ist und welche Fähigkeiten man für diesen zunächst erwerben muss. Es macht einfach Spaß, die abwechslungsreich und kreativ designten Herausforderungen anzunehmen und mit Donkey Kong in sein bisher einziges dreidimensionales Hüpfabenteuer aufzubrechen. Kleinere technische Schwierigkeiten wie die nicht immer optimale Kamera können diesen Spaß nicht lange trüben, denn die Stärken des Spiels überwiegen eindeutig. Wer also das Genre mag und derzeit ohnehin nicht von zahlreicher aktueller Ware dieser Art überhäuft wird, der sollte unbedingt den eShop der Wii U besuchen und das fesselnde Nintendo 64-Abenteuer (wieder) erleben.“

„[…] Die Grafik erinnert mich immer an… was denkt ihr? – richtig, Banjo – Kazooie! Und da die Grafik von Rare’s 98er Hit wirklich toll war, ist diese Tatsache durchaus positiv zu bewerten. Nur hätte man bei einem Spiel, das ohne Expansion Pak nicht läuft, grafisch etwas mehr erwartet. Die oft zitierten Clipping-Fehler sind vorhanden, aber nicht häufig genug um das Spielvergnügen stören zu können. Es wurde aus gesagt, daß das Spiel auch einen "Steher" haben soll, mir ist das Bild aber noch nie eingefroren. B-K-Fans [sic!] werden in den 8 Welten immer wieder Déjà-vus haben, denn es wurden einige Ideen der Vorgängers in DK64 übernommen. […] Donkey Kong 64 ist ein Spiel, das trotz seines langatmigen Gameplays jeder N64-Besitzer zumindest einmal gespielt haben sollte. Alle diejenigen, die schon Banjo – Kazooie gemocht haben, können bei dem Game getrost zugreifen, denn Donkey Kong 64 verspricht Spielspaß pur für eine sehr lange Zeit.“

Außerdem wurde Donkey Kong 64 mit dem Nintendo Power Award für das Spiel des Jahres 1999 und dem E3 1999 Game Critics Award für das beste Plattform-Spiel ausgezeichnet.

## Werbekampagne & Merchandise

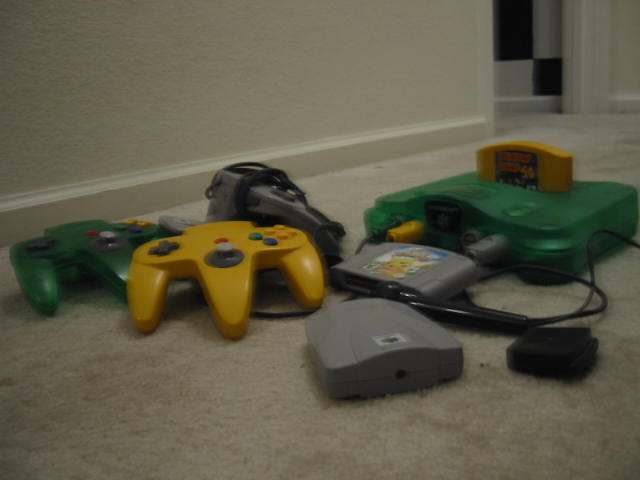
Nintendo 64 in der Donkey-Kong-64-Edition

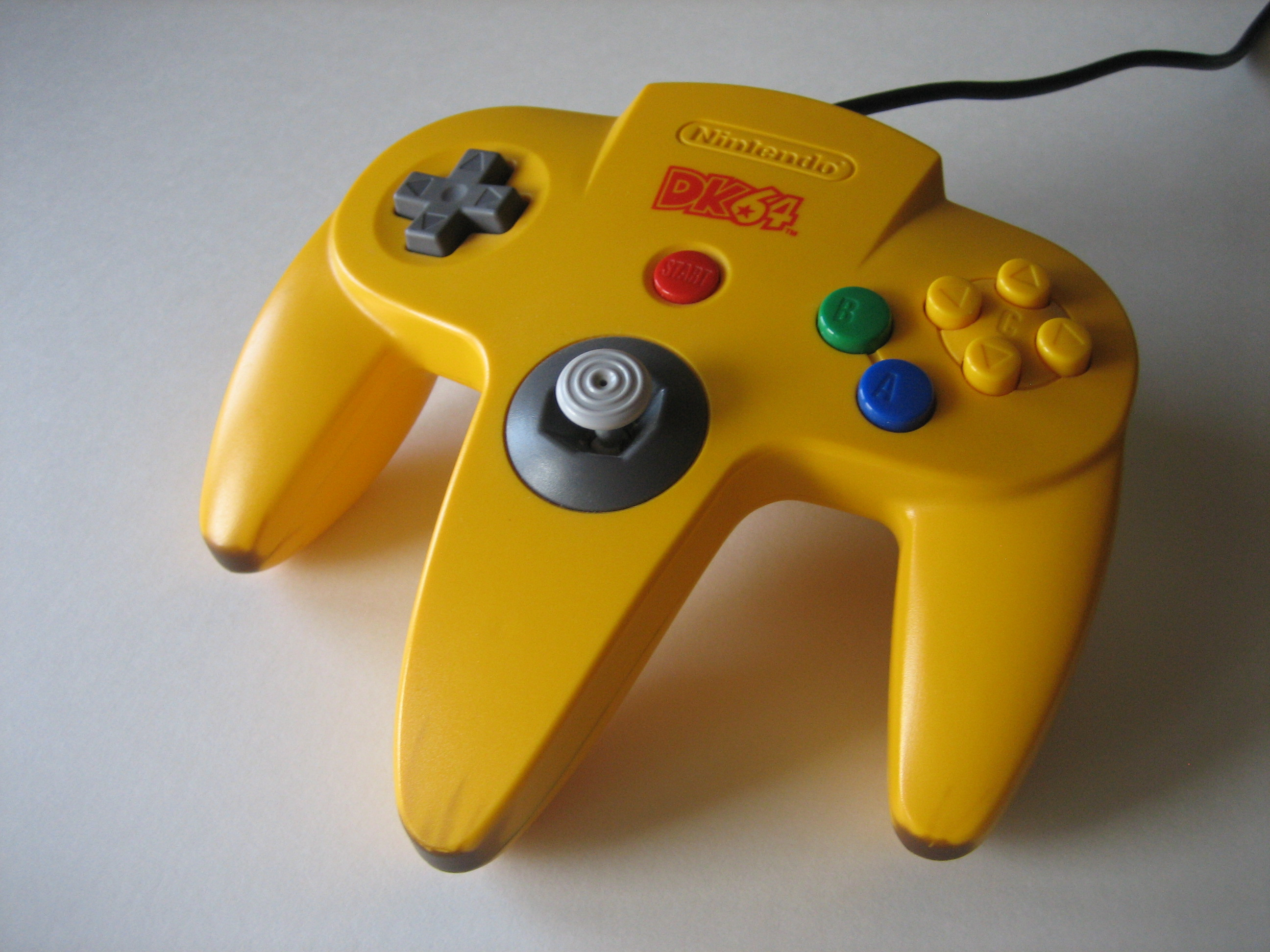
Nintendo-64-Controller im DK-64-Design

Bei Markteinführung wurde Donkey Kong 64 wurde von einer massiven Werbekampagne begleitet. Diese äußerte sich unter anderem durch Anzeigen in Comics und Zeitschriften oder eine Fernsehwerbung zur Hauptsendezeit, in der Reporter mit Obst bombardiert wurden und welche einen Trailer beinhaltete.
Außerdem wurde ein dschungelgrünes Nintendo 64 sowie Zubehör im DK-Design veröffentlicht und eine Collector’s Edition von DK64 auf dem Markt gebracht, bei der das Spiel-Modul gelb anstatt grau war. Zudem erscheinen diverse Merchandiseprodukte, wie etwa T-Shirts, Geldbeutel, Basecaps und verschiedene Kong-Figuren.
Für Donkey Kong 64 erschien ein offizieller Spieleberater mit Levelkarten, Lösungswegen und weiteren Spieltipps.

## Guinness Welt-Rekord
Laut Guinness World Records Gamer Edition 2008 ist Donkey Kong 64 mit 201 goldenen Bananen, 3500 bunten Bananen, 977 Bananenmünzen, 40 Bananen-Medaillen, 20 Bananen-Feen, 40 Blaupausen, acht Bossschlüsseln, zehn Kampfkronen, einer Nintendo-Münze und einer Rareware-Münze sowie zwei ganzen Wassermelonen und zahlreichen Refill-Kopfhörern, Munitionsboxen, Kamerafilmen, Orangenbomben/-granaten, Kristallkokosnüssen und Viertel-Melonen sowie Instrumenten, Moves und Fähigkeiten das Videospiel mit den meisten sammelbaren Items.

## Trivia
- Donkey Kong 64 enthält mehrere Anspielungen auf andere Videospiele. Beispielsweise sind in mehreren Leveln Bilder von Kaptain K. Rool, dem Endgegner des SNES-Spiels Donkey Kong Country 2: Diddy’s Kong Quest, und in Candy Kongs Musikladen die Instrumente aus dem Intro von Banjo-Kazooie zu sehen.
- Das Level Wunder Wald war von Rare ursprünglich für Banjo-Kazooie vorgesehen, wurde dann aber mit minimalen Änderungen in Donkey Kong 64 übernommen.[36][37]
- Der Weltrekord für den schnellsten Durchlauf, bei dem alle Aufgaben erledigt und alle notwendigen Items gesammelt wurden, wurde am 11. August 2021 von Connor75 aufgestellt und beträgt 5:10:47.[38] Für die Kategorie, die lediglich das Erreichen des Spielendes erfordert ("any%" oder "beliebig"), wurde der schnellste Lauf am 2. November 2020 von signakong mit einer Zeit von 24:30 beendet.[39] Der zeitliche Unterschied zwischen dem Weltrekordhalter und dem Zweitplatzierten, der nur 20 Sekunden beträgt,[40] ist in der professionellen Speedrunning-Community bereits für kurze Kategorien signifikant.

## Besonderheiten
- In Donkey Kong 64 sind zwei „Spiele-Klassiker“ spielbar. Zum einen das Arcade-Spiel Donkey Kong, dessen Original-Automat in der Spielwelt Fabrik Fatal zu finden ist und mit Hilfe von Donkey Kong aktiviert werden kann, zum anderen das Spiel JetPac aus dem Jahr 1983, welches man in Crankys Labor spielen kann, nachdem man diesem 15 Bananenmedaillen gebracht hat.
- Das Spiel besitzt drei verschiedene Endsequenzen.[41] Der gezeigte Abspann ist davon abhängig, mit welcher Prozentzahl man das Spiel beendet.

## Wiederveröffentlichung
Am 2. April 2015 erschien Donkey Kong 64 eShop der Wii U. Es ist dort für 9,99 € erwerbar und kann mit dem Wii U GamePad, dem Wii U Pro Controller, der Wii-Fernbedienung und dem Wii-Classic-Controller Pro gesteuert werden.